# Ro Hyo-gyong
Ro Hyo-gyong (* 9. Januar 1999) ist eine nordkoreanische Leichtathletin, die sich auf den Hindernislauf spezialisiert hat.

## Sportliche Laufbahn
Erste internationale Erfahrungen sammelte Ro Hyo-gyong bei den Juniorenasienmeisterschaften 2016 in der Ho-Chi-Minh-Stadt, bei denen sie in 10:31,02 min die Silbermedaille gewann. Im Jahr darauf nahm sie an den Asienmeisterschaften in Bhubaneswar teil und gewann auch dort in 10:13,94 min die Silbermedaille hinter der Inderin Sudha Singh. 2018 erfolgte die Teilnahme an den Asienspielen in Jakarta, bei denen sie in 10:05,47 min auf Platz sieben einlief.
2016 und 2017 wurde Ro Nordkoreanische Meisterin im Hindernislauf.